# Bad Boys – Harte Jungs
Bad Boys – Harte Jungs (Originaltitel: Bad Boys) ist ein Actionfilm des US-amerikanischen Regisseurs Michael Bay aus dem Jahr 1995. Der Film wurde im Jahr 2003 durch Bad Boys II fortgesetzt, 2020 folgte Bad Boys for Life. Von 2019 bis 2020 wurde die Spinoff-Serie L.A.’s Finest ausgestrahlt. Im Juni 2024 kam schließlich mit Bad Boys: Ride or Die der vierte und bisher letzte Teil der Reihe in die Kinos.

## Handlung
Mike Lowrey und Marcus Burnett sind Drogenfahnder bei der Polizei von Miami. Sie sind Partner und Freunde, ansonsten aber grundverschiedene Typen. Während Marcus mit Ehefrau Theresa und seinen Kindern ein geordnetes Familiendasein in einem beschaulichen Eigenheim führt, lebt der aus reichem Hause stammende Draufgänger Mike das Leben eines Playboys.
Gerade hat das ungleiche Duo den Coup seines Lebens gelandet und Heroin im Marktwert von knapp 100 Millionen US-Dollar beschlagnahmt, da wird dieses auch schon aus der Asservatenkammer gestohlen. Mikes und Marcus’ Vorgesetzter Captain Howard ist entsetzt und bekommt zudem Ärger von der internen Ermittlungsbehörde, die glaubt, ein Insider habe den Einbruch ermöglicht. Mike und Marcus bekommen 72 Stunden Zeit, den Diebstahl aufzuklären, bevor die Behörde ihr Department schließt.
Tatsächlich ist der französische Gangster Fouchet für die Aktion verantwortlich, die Informationen holte er sich von einer erpressten Department-Sekretärin. Einer von Fouchets Leuten lässt heimlich ein Drogenpaket mitgehen, um damit ein Happening mit der Prostituierten Max und deren Freundin Julie zu veranstalten. Doch Fouchet kommt dahinter und richtet den Verräter sowie Max hin. Julie ist Zeugin, kann jedoch vor den Gangstern fliehen. Da Max eine Freundin von Mike Lowrey war, wendet sie sich verzweifelt an ihn.
Julie meldet sich daraufhin telefonisch beim Polizeirevier, möchte allerdings nur mit Mike sprechen. Da Mike jedoch nicht anwesend ist und die Polizei die Spur zu den Drogen nicht verlieren will, gibt sich Marcus auf Anweisung von Captain Howard kurzerhand als Mike aus und gewinnt Julies Vertrauen – dies allerdings ohne das Wissen seiner Familie und Mikes. Das Chaos wird perfekt, als Mike dazustößt und nun notgedrungen Marcus’ Rolle als biederer Familienvater spielen muss.
Der Rollentausch wird mit der Zeit immer schwieriger für Mike und Marcus – genauso wie für Theresa und die Kinder und Augenzeugin Julie, der immer mehr Zweifel kommen. Als der Schwindel auffliegt, kommt es zum Schusswechsel mit Fouchets Gangstern, die Julie kidnappen. Mike und Marcus folgen den Angreifern und gelangen zu einem verlassenen Hangar auf einem Flughafen. Hier will Fouchet das Heroin bei einem kolumbianischen Drogenhändler gegen Geld tauschen. Mike und Marcus stürmen die Szenerie, verhindern die Übergabe, töten einige Gangster und befreien Julie. Fouchet kann mit einem Auto flüchten, doch das Trio verfolgt ihn in Mikes Sportwagen. Fouchet hat während der Verfolgungsjagd einen Unfall und muss anschließend zu Fuß flüchten. Mike stellt ihn, indem er dem Flüchtenden ins Bein schießt. Fouchet versucht, als er angeschossen am Boden liegt, Marcus zu erschießen, wird aber vorher von Mike erschossen.

## Entstehung
Das Drehbuch des Films hieß anfangs Bulletproof Hearts und stammte von George Gallo. Es wurde 1986 von den Produzenten Don Simpson und Jerry Bruckheimer gekauft, die den Film Paramount Pictures und Disney Pictures vorstellten. Diese lehnten die Zusammenarbeit jedoch ab. Die Hauptrollen sollten mit Jon Lovitz und Dana Carvey besetzt werden. Letztlich kam der Film doch zu Disney, die das Drehbuch wiederum für 2 Millionen Dollar an Sony verkauften. Der Film durfte auf Sonys Anweisung nicht mehr als 15 Millionen US-Dollar an Produktionskosten nach sich ziehen und wurde daher zur Low-Budget-Produktion.
Als diese ebenfalls ablehnten, ließen die beiden Produzenten das Drehbuch von Michael Barrie, Jim Mulholland und Doug Richardson überarbeiten (jetzt Bad Boys). Die überarbeitete Version mit Will Smith und Martin Lawrence in den Hauptrollen stellten sie Columbia Pictures vor, die den Film 1995 produzierten.

## Synchronisation
Die deutsche Synchronisation des Films übernahm die damalige Magma Synchron GmbH in München, nach einem Dialogbuch und unter der Dialogregie von Joachim Kunzendorf.
| Rolle                    | Schauspieler        | Synchronsprecher     |
| ------------------------ | ------------------- | -------------------- |
| Detective Mike Lowrey    | Will Smith          | Leon Boden           |
| Detective Marcus Burnett | Martin Lawrence     | Torsten Michaelis    |
| Julie Mott               | Téa Leoni           | Cathrin Vaessen      |
| Maxine „Max“ Logan       | Karen Alexander     | Debora Weigert       |
| Fouchet                  | Tchéky Karyo        | Jürgen Heinrich      |
| Captain C. Howard        | Joe Pantoliano      | Wolfgang Ziffer      |
| Theresa Burnett          | Theresa Randle      | Juana von Jascheroff |
| Captain Alison Sinclair  | Marg Helgenberger   | Heike Schroetter     |
| Jojo                     | Michael Imperioli   | Peter Flechtner      |
| Francine                 | Anna Levine         | Marina Krogull       |
| Elliot                   | Kevin Corrigan      | Ralph Beckmann       |
| Weißer Carjacker         | Kim Coates          | Michael Christian    |
| Detective Ruiz           | Julio Oscar Mechoso | Michael Pan          |
| Detective Sanchez        | Nestor Serrano      | Tom Vogt             |

## Rezeption

### Kritiken
„Rasanter, keine Minute langweiliger Copthriller, der eine im Prinzip simple, klischeegespickte Buddy-Geschichte mit Charme, Wortwitz und hochklassigen Stunts zu einem fulminanten Actionabenteuer aufbaut. Großen Anteil am Gelingen des Unternehmens haben die Vollblutkomiker Will Smith und Martin Lawrence, die ihre Chance auf ganzer Linie nutzen und sich als Top-Actionhelden für das nächste Jahrtausend empfehlen.“

„Actionkomödie um zwei US-Comedy-Stars, die harten Thrill und wortlastige Verwechslungskomödie vereinen soll. Ein mißglückter Versuch, der das Dilemma eines ganzen Genres offenbart, zwischen irrwitzig schnellen Action-Teilen viel Handlungszeit überbrücken zu müssen.“

„Explosive Action, schnell geschnitten, halsbrecherisch inszeniert und dazu noch komisch: ein Treffer vom Krawallprofi Michael Bay (‚Transformers‘). Fazit: Kein Charakterkrimi, aber saucool.“

„,Bad Boys‘ ist unterhaltsames Action-Kino für einen Abend mit wenig Hirntätigkeit, aber dafür viel Krawall und Explosionen. Noch ein paar Six-Packs Bier eingekauft, den Pokertisch aufgestellt und der Männer-Abend ist perfekt.“

### Auszeichnungen
- 1995: BMI Film Music Award – gewonnen (Mark Mancina)
- 1996: Grammy – nominiert für Best Song Written Specifically for a Motion Picture or for Television
- 1996: MTV Movie Awards – zwei Nominierungen, unter anderem für Best On-Screen Duo (Will Smith und Martin Lawrence)